# Mistrovství světa v orientačním běhu 1974
5. Mistrovství světa v orientačním běhu proběhlo ve dnech 18. až 22. září 1974. Pořadatelskou zemí bylo Dánsko. Hlavním dějištěm závodů tehdy bylo jutské město Viborg.
V mužské kategorii startovalo 76 závodníků a v ženské 53 závodnic. Ve štafetách závodilo 15 mužských čtyřčlenných a 14 ženských tříčlenných štafet z 16 zemí světa. Československo reprezentovali: Josef Borůvka, Anna Handzlová, Jaroslav Hořínek, Jaroslav Jašek, Jaroslav Kačmarčík, Zdeněk Lenhart, Olga Nejedlá, Dana Procházková, Petr Uher a Renata Vlachová. Československá výprava získala historicky třetí medaili, když ženy vybojovaly v závodě štafet bronz ve složení Anna Handzlová, Dana Procházková a Renata Vlachová.

## Výsledky Individuálního závodu
| Muži                                                                        | Muži                                                                        | Muži                                                                        | Muži                                                                        | Muži                                                                        | Ženy                                                                       | Ženy                                                                       | Ženy                                                                       | Ženy                                                                       | Ženy                                                                       |
| --------------------------------------------------------------------------- | --------------------------------------------------------------------------- | --------------------------------------------------------------------------- | --------------------------------------------------------------------------- | --------------------------------------------------------------------------- | -------------------------------------------------------------------------- | -------------------------------------------------------------------------- | -------------------------------------------------------------------------- | -------------------------------------------------------------------------- | -------------------------------------------------------------------------- |
| - Traťové parametry: 15,9 km, 26 kontrol - Mapa: Silkeborg, Lina Vesterskov | - Traťové parametry: 15,9 km, 26 kontrol - Mapa: Silkeborg, Lina Vesterskov | - Traťové parametry: 15,9 km, 26 kontrol - Mapa: Silkeborg, Lina Vesterskov | - Traťové parametry: 15,9 km, 26 kontrol - Mapa: Silkeborg, Lina Vesterskov | - Traťové parametry: 15,9 km, 26 kontrol - Mapa: Silkeborg, Lina Vesterskov | - Traťové parametry: 7,9 km, 14 kontrol - Mapa: Silkeborg, Lina Vesterskov | - Traťové parametry: 7,9 km, 14 kontrol - Mapa: Silkeborg, Lina Vesterskov | - Traťové parametry: 7,9 km, 14 kontrol - Mapa: Silkeborg, Lina Vesterskov | - Traťové parametry: 7,9 km, 14 kontrol - Mapa: Silkeborg, Lina Vesterskov | - Traťové parametry: 7,9 km, 14 kontrol - Mapa: Silkeborg, Lina Vesterskov |
| Umístění                                                                    | Země                                                                        | Jméno                                                                       | Čas                                                                         | Ztráta                                                                      | Umístění                                                                   | Země                                                                       | Jméno                                                                      | Čas                                                                        | Ztráta                                                                     |
|                                                                             | Švédsko                                                                     | Bernt Frilén                                                                | 1:35:48                                                                     |                                                                             |                                                                            | Dánsko                                                                     | Mona Nørgaardová                                                           | 1:03:43                                                                    |                                                                            |
|                                                                             | Norsko                                                                      | Jan Fjærestad                                                               | 1:40:45                                                                     | +0:04:57                                                                    |                                                                            | Švédsko                                                                    | Kristin Cullmannová                                                        | 1:06:37                                                                    | +0:02:54                                                                   |
|                                                                             | Norsko                                                                      | Eystein Weltzien                                                            | 1:42:32                                                                     | +0:06:44                                                                    |                                                                            | Finsko                                                                     | Outi Borgenströmová                                                        | 1:09:11                                                                    | +0:05:28                                                                   |
| 17.                                                                         | Československo                                                              | Josef Borůvka                                                               | 1:48:32                                                                     | +0:12:44                                                                    | 5.                                                                         | Československo                                                             | Renata Vlachová                                                            | 1:10:56                                                                    | +0:07:13                                                                   |
| 21.                                                                         | Československo                                                              | Zdeněk Lenhart                                                              | 1:51:07                                                                     | +0:15:19                                                                    | 12.                                                                        | Československo                                                             | Anna Handzlová                                                             | 1:14:55                                                                    | +0:11:12                                                                   |
| 32.                                                                         | Československo                                                              | Petr Uher                                                                   | 1:58:30                                                                     | +0:22:42                                                                    | 26.                                                                        | Československo                                                             | Dana Procházková                                                           | 1:26:29                                                                    | +0:22:46                                                                   |
| 33.                                                                         | Československo                                                              | Jaroslav Hořínek                                                            | 1:58:31                                                                     | +0:22:43                                                                    | 28.                                                                        | Československo                                                             | Olga Nejedlá                                                               | 1:28:47                                                                    | +0:25:04                                                                   |
| 39.                                                                         | Československo                                                              | Jaroslav Jašek                                                              | 2:00:23                                                                     | +0:24:35                                                                    |                                                                            |                                                                            |                                                                            |                                                                            |                                                                            |

## Výsledky štafetového závodu
| Muži | Muži | Muži | Muži | Muži | Ženy                                                                                         | Ženy                                                                                         | Ženy                                                                                         | Ženy                                                                                         | Ženy                                                                                         |
| --- | --- | --- | --- | --- | -------------------------------------------------------------------------------------------- | -------------------------------------------------------------------------------------------- | -------------------------------------------------------------------------------------------- | -------------------------------------------------------------------------------------------- | -------------------------------------------------------------------------------------------- |
| - Traťové parametry: 1. úsek 10,4 km / 2. úsek 10,7 km / 3. úsek 9,6 km / 4. úsek 9,7 km - Mapa: Rye Sønderskov | - Traťové parametry: 1. úsek 10,4 km / 2. úsek 10,7 km / 3. úsek 9,6 km / 4. úsek 9,7 km - Mapa: Rye Sønderskov | - Traťové parametry: 1. úsek 10,4 km / 2. úsek 10,7 km / 3. úsek 9,6 km / 4. úsek 9,7 km - Mapa: Rye Sønderskov | - Traťové parametry: 1. úsek 10,4 km / 2. úsek 10,7 km / 3. úsek 9,6 km / 4. úsek 9,7 km - Mapa: Rye Sønderskov | - Traťové parametry: 1. úsek 10,4 km / 2. úsek 10,7 km / 3. úsek 9,6 km / 4. úsek 9,7 km - Mapa: Rye Sønderskov | - Traťové parametry: 1. úsek 5,7 km / 2. úsek 5,9 km / 3. úsek 6,2 km - Mapa: Rye Sønderskov | - Traťové parametry: 1. úsek 5,7 km / 2. úsek 5,9 km / 3. úsek 6,2 km - Mapa: Rye Sønderskov | - Traťové parametry: 1. úsek 5,7 km / 2. úsek 5,9 km / 3. úsek 6,2 km - Mapa: Rye Sønderskov | - Traťové parametry: 1. úsek 5,7 km / 2. úsek 5,9 km / 3. úsek 6,2 km - Mapa: Rye Sønderskov | - Traťové parametry: 1. úsek 5,7 km / 2. úsek 5,9 km / 3. úsek 6,2 km - Mapa: Rye Sønderskov |
| Umístění | Země | Jméno | Čas | Ztráta | Umístění                                                                                     | Země                                                                                         | Jméno                                                                                        | Čas                                                                                          | Ztráta                                                                                       |
| | Švédsko | Rolf Pettersson Gunnar Öhlund Arne Johansson Bernt Frilen                                                       | 4:49:27 | |                                                                                              | Švédsko                                                                                      | Birgitta Larssonová Monica Anderssonová Kristin Cullmanová                                   | 2:51:36                                                                                      |                                                                                              |
| | Finsko | Hannu Makirinta Markku Salminen Risto Nuuros Seppo Vali-Klemela                                                 | 5:05:26 | +0:15:59 |                                                                                              | Norsko                                                                                       | Kristin Danielsenová Ingrid Hadlerová Linda Verdeová                                         | 2:51:48                                                                                      | +0:00:12                                                                                     |
| | Norsko | Svein Jacobsen Jan Fjærested Ivar Formo Eystein Weltzien                                                        | 5:08:58 | +0:19:31 |                                                                                              | Československo                                                                               | Dana Procházková Anna Handzlová Renata Vlachová                                              | 3:01:05                                                                                      | +0:09:29                                                                                     |
| 5. | Československo                                                                                                  | Josef Borůvka Zdeněk Lenhart Jaroslav Kačmarčík Jaroslav Hořínek                                                | 5:27:43 | +0:38:16 |                                                                                              |                                                                                              |                                                                                              |                                                                                              |                                                                                              |

## Medailová klasifikace podle zemí
Úplná medailová tabulka:
| Umístění | Země           | Zlato | Stříbro | Bronz | Součet |
| -------- | -------------- | ----- | ------- | ----- | ------ |
|          | Švédsko        | 3     | 1       | 0     | 4      |
|          | Dánsko         | 1     | 0       | 0     | 1      |
|          | Norsko         | 0     | 2       | 2     | 4      |
| 4.       | Finsko         | 0     | 1       | 1     | 2      |
| 5.       | Československo | 0     | 0       | 1     | 1      |